# Résolution 324 du Conseil de sécurité des Nations unies
Membres permanents
- Chine
- États-Unis
- France
- Royaume-Uni
- URSS

Membres non permanents
- Argentine
- Belgique
- Guinée
- Inde
- Italie
- Japon
- Panama
- Somalie
- Soudan
- Yougoslavie

Résolution no 323 Résolution no 325
La résolution 324 du Conseil de sécurité des Nations unies fut adoptée le 12 décembre 1972. Après avoir réaffirmé les résolutions antérieures sur le sujet, le Conseil a prolongé le détachement de la Force des Nations unies chargée du maintien de la paix à Chypre pour une nouvelle période prenant fin le 15 juin 1973. Le Conseil a également demandé aux parties directement concernées de continuer à agir avec la plus grande retenue et à coopérer pleinement avec la force de maintien de la paix.
La résolution a été adoptée par 14 voix contre zéro, la république populaire de Chine s'est abstenue.

## Texte
- Résolution 324 sur fr.wikisource.org
- Résolution 324 sur en.wikisource.org